# Artemisia umbelliformis
Il genepì bianco (nome scientifico Artemisia umbelliformis Lam., 1783) è una specie di pianta angiosperma dicotiledone della famiglia delle Asteraceae (sottofamiglia Asteroideae, tribù Anthemideae (Asian-southern African grade) e sottotribù Artemisiinae).

## Etimologia
Il nome Artemisia, di etimologia incerta, è ricondotto alla dea greca della caccia Artemide, o secondo un'altra ipotesi alla regina Artemisia († 350 a.C.), succeduta sul trono di Caria al fratello e consorte Mausolo; si ipotizza inoltre un riferimento al greco artemes (“sano”), con allusione alle proprietà medicamentose delle piante del genere.. L'epiteto specifico (umbelliformis) significa "a forma di ombrella"; ossia si riferisce alla disposizione dei fiori nell'infiorescenza che nascono da un punto centrale.
Il binomio scientifico attualmente accettato (Artemisia umbelliformis) è stato proposto nel 1783 da Jean-Baptiste Lamarck (1744 – 1829) biologo, zoologo e botanico francese conosciuto per la sua teoria (erronea e superata dalla successiva teoria evoluzionista) sulla eredità dei caratteri acquisiti.

## Descrizione

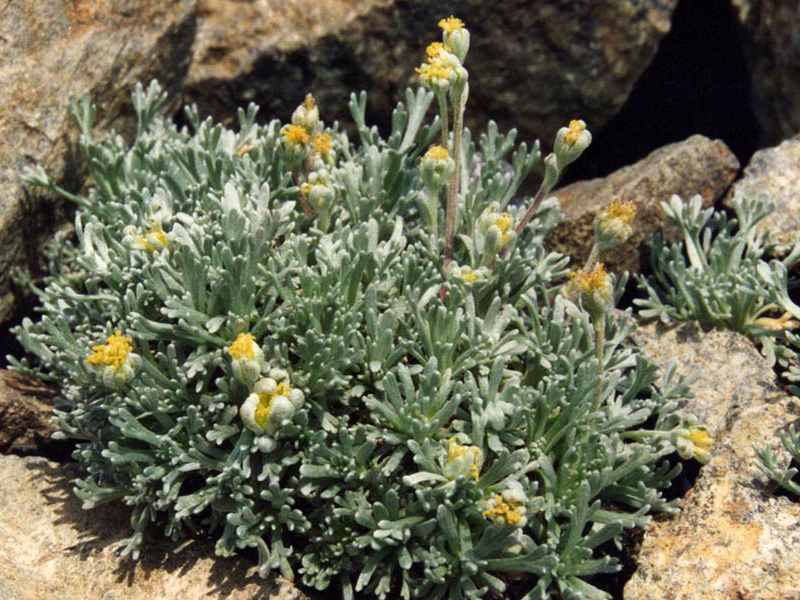
Il portamento

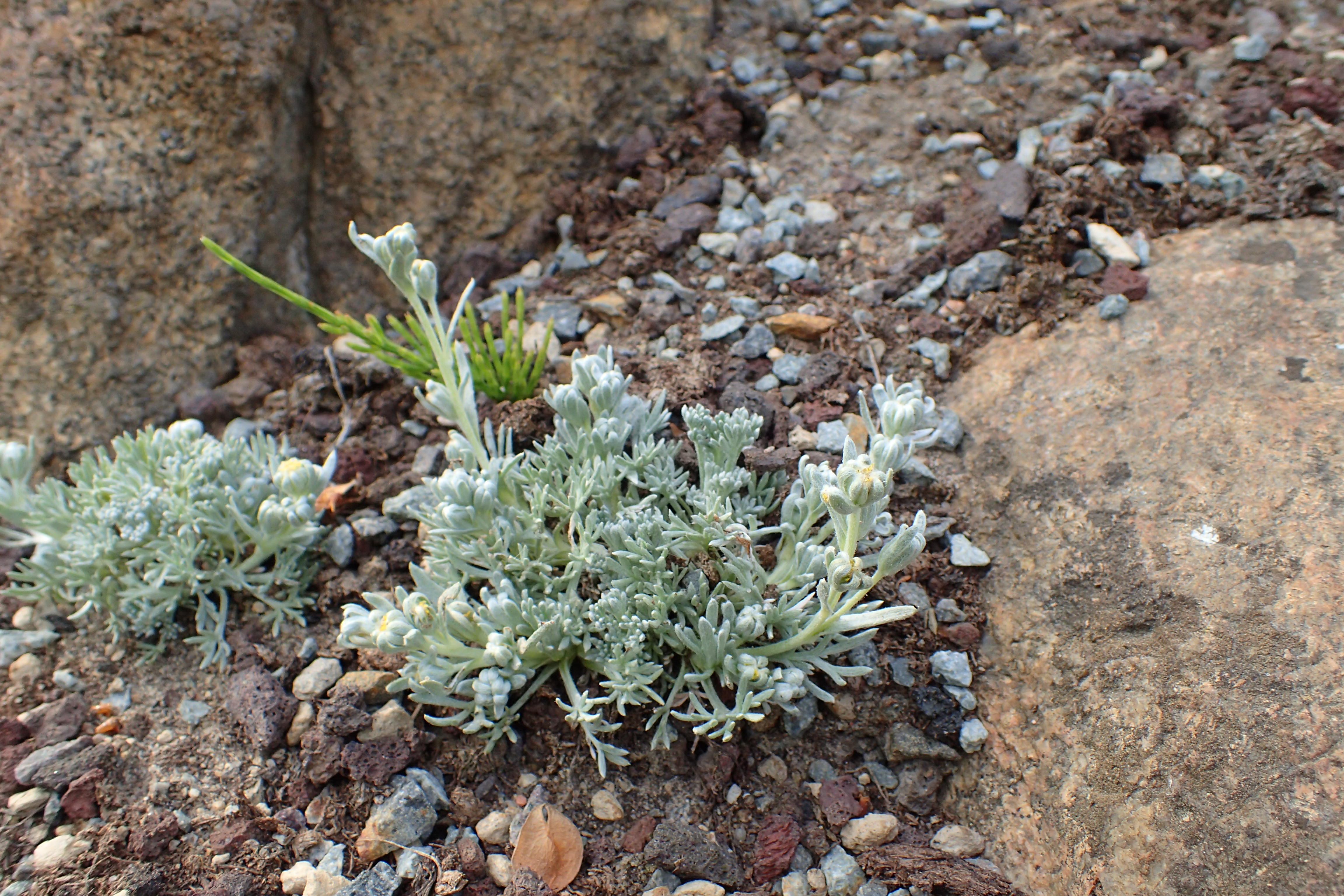
Le foglie

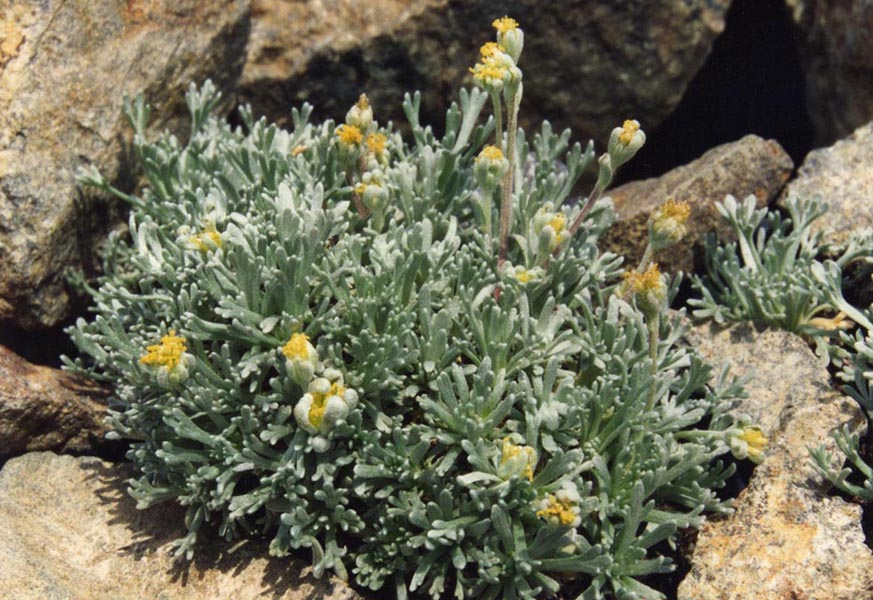
Infiorescenza

Portamento. La specie di questa voce ha un habitus di tipo erbaceo perenne. La forma biologica è camefite fruticose (Ch frut), ossia sono piante perenni, legnose alla base, con gemme svernanti poste ad un'altezza dal suolo tra i 2 ed i 30 cm con un aspetto arbustivo. Le porzioni erbacee seccano annualmente e rimangono in vita soltanto le parti legnose. Queste piante sono pubescenti per peli a “T” ed hanno un gradevole odore aromatico. Sono inoltre prive di lattice (come le altre Asteraceae), contengono però oli eterei lattoni sesquiterpenici..
Radici. Le radici sono secondarie da fittone.
Fusto. L'indumento consiste in brevi peli ghiandolari (medifissi o basifissi); il colore è bianco o grigio-tomentoso. L'altezza può arrivare fino a 6 – 12 cm (massimo 20 cm).
- Parte ipogea: la parte sotterranea è fittonante.
- Parte epigea: la parte aerea è lievemente incurvata con rami ascendenti (cespuglietto nano); la base del fusto è legnosa.

Foglie. Le foglie, in gran parte basali e con picciolo, sono tomentose (con peli a “T” o tipo “navetta” lunghi 550-950 micron). Le foglie inferiori hanno una forma 2 - 3 – pennatosetta, in genere l'asse principale è diviso in 5 parti; quelle superiori sono più semplici e progressivamente ridotte verso l'infiorescenza (le lacinie delle ultime foglie sono dentate). Il picciolo alla base è privo di orecchiette. Dimensione delle lacinie della foglie basali: larghezza 1 mm; lunghezza 6 – 9 mm. Lunghezza del picciolo delle foglie cauline: 5 – 9 mm.
Infiorescenza. La sinflorescenza è terminale ed è composta da piccoli capolini peduncolati (quelli superiori sono sessili) lievemente penduli e distanziati uno dall'altro (infiorescenza lassa a 10 – 15 fiori). I capolini sono inseriti su ogni lato e all'apice dell'infiorescenza sono raccolti in densi glomeruli. Le infiorescenze vere e proprie sono composte da un capolino terminale peduncolato di tipo disciforme. I capolini sono formati da un involucro, con forme emisferiche o globose, composto da 2 a 20 brattee, al cui interno un ricettacolo fa da base ai fiori del disco (quelli del raggio qui sono assenti). Le brattee, brevemente pelose (completamente ricoperte da un feltro lanoso) con margine bruno (non sono annerite), con una forma da ovata a lanceolata e a consistenza erbacea, sono disposte in modo più o meno embricato su più serie. Il ricettacolo è nudo ossia senza pagliette a protezione della base dei fiori; la forma è piatta. La dimensione dei capolini è inferiore ai 6 mm (3 - 4 mm). Lunghezza dei peduncoli: 2 – 8 mm.
Fiori.  I fiori sono tetra-ciclici (formati cioè da 4 verticilli: calice – corolla – androceo – gineceo) e pentameri (calice e corolla formati da 5 elementi). Sono numerosi con forme brevemente tubulose (attinomorfe); sono ermafroditi. Possono essere divisi tra fiori solamente femminili (posti alla periferia) e fiori bi-sessuali (posti al centro) o funzionalmente maschili. 
- Formula fiorale:

*/x K {\displaystyle \infty }, [C (5), A (5)], G 2 (infero), achenio
- Calice: i sepali del calice sono ridotti ad una coroncina di squame.

- Corolla: le corolle (a 5 petali con forma di lacinie) nella parte inferiore sono saldati a tubo (corolla di tipo tubuloso). Le fauci della corolla sono pelose. Il colore dei petali è giallo-dorato.

- Androceo: l'androceo è formato da 5 stami (alternati ai lobi della corolla) sorretti da filamenti generalmente liberi e sottili; gli stami sono connati e formano un manicotto circondante lo stilo. Le antere possono essere sia di tipo basifissa che medifissa (ossia attaccate al filamento per la base – nel primo caso; oppure in un punto intermedio – nel secondo caso).[14] Questa caratteristica ha valore tassonomico in quanto distingue i generi gli uni dagli altri. Normalmente le antere variano da ottuse (arrotondate) a leggermente appuntite alla base (o anche caudate); in alcune specie le appendici sono triangolari, lineari o ellittiche. Il tessuto endoteciale (rivestimento interno dell'antera) non è polarizzato. Il polline è sferico con un diametro medio di circa 25 micron;  è tricolporato (con tre aperture sia di tipo a fessura che tipo isodiametrica o poro) ed è più o meno echinato (con punte sporgenti).

- Gineceo: l'ovario è infero uniloculare formato da 2 carpelli. Lo stilo (il recettore del polline) è profondamente bifido (con due stigmi divergenti) e con le linee stigmatiche marginali separate o contigue. I due bracci dello stilo hanno una forma troncata e possono essere papillosi o ricoperti da ciuffi di peli.

- Antesi: da luglio a settembre.

Frutti. Il frutto è un achenio sprovvisto di pappo. La forma è compressa ai lati.

## Biologia
Impollinazione: tramite insetti (impollinazione entomogama tramite farfalle diurne e notturne).

Riproduzione: la fecondazione avviene fondamentalmente tramite l'impollinazione dei fiori.

Dispersione: i semi cadono a terra e vengono dispersi soprattutto da insetti come formiche (disseminazione mirmecoria). Un altro tipo di dispersione è zoocoria: gli uncini delle brattee dell'involucro (se presenti) si agganciano ai peli degli animali di passaggio che portano così i semi anche su lunghe distanze. Inoltre per merito del pappo (se presente) il vento può trasportare i semi anche per alcuni chilometri (disseminazione anemocora).

## Distribuzione e habitat

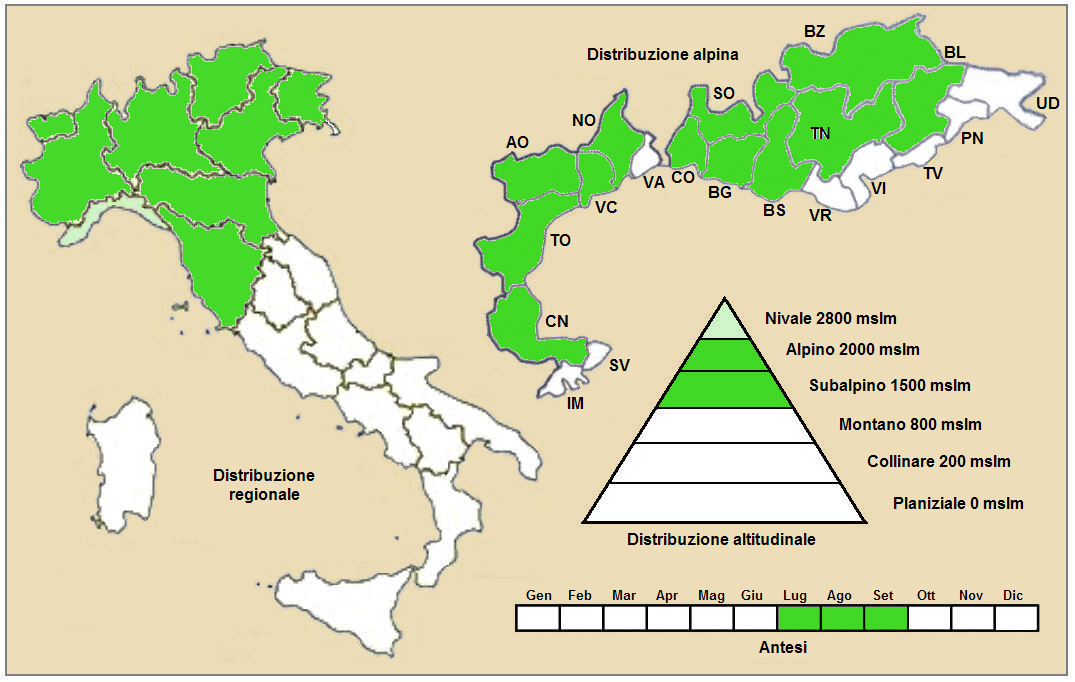
Distribuzione della pianta (Distribuzione regionale – Distribuzione alpina)

Geoelemento: il tipo corologico (area di origine) è Orofita – Sud Ovest Europeo o anche Alpico - Appenninico. È originaria quindi delle zone alpine dell'Europa sud-occidentale.
Distribuzione: in Italia si trova sia sull'arco alpino che sull'Appennino settentrionale, ma è considerata specie rara. È presente sia nelle Alpi francesi, che quelle svizzere e austriache (un po' meno). Sugli altri rilievi europei si trova solo nei Pirenei.
Habitat: l'habitat tipico di questa pianta è tra le rupi, i ghiaioni, le sabbie e i greti glaciali; ma si trova anche nelle praterie rase alpine e subalpine. Il substrato preferito è sia calcareo che siliceo con pH neutro e terreno a bassi valori nutrizionali e mediamente umido.
Distribuzione altitudinale: sui rilievi alpini queste piante si possono trovare fino ad una altitudine compresa tra 2400 - 3000 m s.l.m.; frequentano quindi i seguenti piani vegetazionali: subalpino e alpino. Sulla Grivola sono stati trovati alcuni esemplari a quota 3700 m s.l.m.; mentre raramente può scendere fino a 1300 m s.l.m..

## Fitosociologia

### Areale alpino
Dal punto di vista fitosociologico alpino la specie di questa voce appartiene alla seguente comunità vegetale:
Formazione: delle comunità delle fessure, delle rupi e dei ghiaioni
Classe: Asplenietea trichomanis
Ordine: Androsacetalia vandellii
Alleanza: Androsacio vandellii
Associazione: Androsacenion vandellii

### Areale italiano
Per l'areale completo italiano la specie di questa voce appartiene alla seguente comunità vegetale:
Macrotipologia:  vegetazione casmofitica, glareicola ed epifitica
Classe: Asplenietea trichomanis (Br.-Bl. in Meier & Br.-Bl. 1934) Oberdorfer, 1977
Subordine: Androsacenalia vandellii Loisel 1970
Alleanza: Saxifragion pedemontanae Barbero & Bono, 1967
Descrizione. L'alleanza Saxifragion pedemontanae è relativa alle comunità delle Alpi Marittime che si sviluppano sulle rocce silicee di alta montagna, nel piano subalpino superiore. L’alleanza è caratterizzate dalla presenza di moltissime specie endemiche. È presente sulle Alpi Marittime e in Francia nel Parco nazionale del Mercantour.
Specie presenti nell'associazione: Primula hirsuta, Phyteuma hemisphaericum, Sempervivum montanum, Silene cordifolia, Asplenium septentrionale, Saxifraga pedemontana, Saxifraga florulenta, Artemisia umbelliformis, Saxifraga retusa, Oreochloa sesleroides, Lloydia serotina, Galium baldense, Jovibarba allionii, Phyteuma betonicifolium.

## Sistematica
La famiglia di appartenenza di questa voce (Asteraceae o Compositae, nomen conservandum) probabilmente originaria del Sud America, è la più numerosa del mondo vegetale, comprende oltre 23.000 specie distribuite su 1.535 generi, oppure 22.750 specie e 1.530 generi secondo altre fonti (una delle checklist più aggiornata elenca fino a 1.679 generi). La famiglia attualmente (2021) è divisa in 16 sottofamiglie; la sottofamiglia Asteroideae è una di queste e rappresenta l'evoluzione più recente di tutta la famiglia.

### Filogenesi
Il gruppo di questa voce è descritto nella tribù Anthemideae, una delle 21 tribù della sottofamiglia Asteroideae). In base alle ultime ricerche nella tribù sono stati individuati (provvisoriamente) 4 principali lignaggi (o cladi); il genere  Artemisia (insieme alla sottotribù Artemisiinae) è incluso nel clade Asian-southern African grade.
Attualmente il genere, nell'ambito della flora spontanea italiana, è suddiviso in quattro sezioni e alcune sottosezioni. La specie di questa voce appartiene alla "Sezione II" (Absinthium) caratterizzata dai fiori del disco ermafroditi (i fiori periferici sono femminili), il ricettacolo pubescente e di tipo disciforme, l'indumento formato da peli medifissi, e alla "Sottosezione D" caratterizzata dalle foglie inferiori doppiamente triforcate. Altra specie della stessa sezione: Artemisia genepi Stechm. (Assenzio genepi a spiga) e Artemisia eriantha  Ten. (Assenzio rupestre).
Più in generale (in base ad una analisi completa del genere) la specie di questa voce appartiene al sottogenere Absinthium  (Mill.) Less. (vedi "clade 7") caratterizzato da cicli biologici annuali, biennali o perenni con portamenti subarbustivi, foglie pennate, medie, siflorescenze a pannocchie o racemi e capolini eterogami disciformi con ricettacolo pubescente oppure eterogami disciformi.
I caratteri distintivi della specie  Artemisia umbelliformis sono:
- le foglie inferiori sono doppiamente triforcate;
- l'infiorescenza si presenta con i capolini distribuiti a 360°;
- i capolini contengono 10 – 15 fiori;
- le brattee sono ricoperte da un feltro lanoso.

Il numero cromosomico delle specie di questa voce è: 2n = 18 e 36/34.
Nella "Flora d'Italia" di Sandro Pignatti è riportata la sottospecie eriantha (Ten.) Vallès-Xirau & Oliva Brañas  considerata da altre checklist un sinonimo di Artemisia eriantha Ten. (Assenzio rupestre). Si differenzia per la forma diversa delle foglie e per il numero di fiori per capolino (25 - 50). 

### Sinonimi
Sono elencati alcuni sinonimi per questa entità:
- Artemisia glacialis var. umbelliformis (Lam.) Rouy
- Absinthium laxum  Lam.
- Absinthium mutellina  Röhl. ex Steud.
- Artemisia delphinensis  Besser
- Artemisia gabriellae  Braun-Blanq.
- Artemisia glacialis  Wulfen
- Artemisia laxa  Fritsch
- Artemisia laxiflora  St.-Lag.
- Artemisia mutellina  Vill.
- Artemisia oligantha  Miégev.
- Artemisia rupestris  All.
- Artemisia umbelliformis subsp. gabriellae  (Braun-Blanq.) Vigo
- Artemisia wulfenii  Schleich.

### Specie simili
Una specie molto simile è Artemisia genipi Stechm., anche se questa predilige substrati silicei (mentre la pianta di questa voce è più o meno calcicola), facilmente si possono trovare negli stessi habitat della ristretta fascia nivale. L'Artemisia genipi si distingue per le foglie basali il cui asse principale è diviso in 3 parti (e non in 5), mentre i segmenti delle foglie cauline non sono dentati; inoltre le brattee dell'involucro sono bordate di nero. Queste due specie sono separate anche da un'antesi posticipata di circa due settimane della Genepì bianca.

Anche la specie Artemisia nitida Bertol. si avvicina abbastanza morfologicamente alla specie di questa voce; si distingue comunque in quanto l'infiorescenza è composta da molti più capolini disposti su diversi racemi laterali.

## Usi

### Farmacia
È una pianta balsamica e aromatica, a cui sono attribuite varie proprietà terapeutiche.

### Cucina
È ricercata per la produzione del liquore Genepì. Le foglie sono utilizzate nella preparazione di un tè e a volte sono anche usate come condimento.